# هاوارد جاکوبسن
هاوارد جاکوبسن (به انگلیسی: Howard Jacobson) نویسنده انگلیسی برنده جایزه ادبی من بوکر ۲۰۱۰ است.

## زندگینامه
هاوارد جاکوبسن در ۲۵ اوت ۱۹۴٢ در منچستر متولد شد. وی رمان نویس و روزنامه‌نگار است.
وی موفق شد در سال ۲۰۱۰ برای نخستین بار جایزه ادبی بوکر را به رمانی کمدی اختصاص دهد. این برای نخستین بار است که جایزه ادبی بوکر ـ یکی از معتبرترین جوایز ادبی جهان ـ به یک اثر کمدی تعلق می‌گیرد.
«هاوارد جاکوبسن» که پیش از این دو بار در سال‌های ۲۰۰۲ و ۲۰۰۶ به فهرست نهایی جایزه ادبی بوکر راه یافته‌است، امسال توانست با ارائه یک رمان کمدی نظر هیئت داوران جایزه ادبی من بوکر را به خود جلب کند. وی اعلام کرد: «بیش از بیست سال است که متن سخنرانی خود را برای مراسم دریافت جایزه بوکر آماده کرده‌ام. خوشبختانه یک متن آماده از سال ۱۹۸۳ دارم که نشان می‌دهد چندین سال است در انتظار این جایزه‌ام.»
رئیس هیئت داوران جایزه ادبی بوکر ۲۰۱۰ تازه‌ترین رمان «جاکوبسن» را اثری قدرتمند، هوشمندانه دانست و گفت: این رمان داستان دو دوست قدیمی را با معلم سابق خود به تصویر می‌کشد.
از «ژاکوبسن» تاکنون ۱۰ رمان و ۴ اثر غیرادبی منتشر شده‌است. «عشق ورزیدن» (۲۰۰۸)، «ساختن هنری» (۲۰۰۴)، «خروس جنگی» و «مسئله فینکلر» (۲۰۱۰) از جمله آثار ادبی این نویسنده‌است.